# アヴディア・ヴルシャイェヴィッチ
アヴディア・ヴルシャイェヴィッチ（Avdija Vršajević 、1986年3月6日 - ）は、ユーゴスラヴィア（現ボスニア・ヘルツェゴビナ）・テシャニ出身の元プロサッカー選手。元サッカーボスニア・ヘルツェゴビナ代表。現役時代のポジションはDF。

## 経歴

### クラブ
地元クラブでプロデビュー。以来、国内のクラブを渡り歩いた。
2007年に初の国外挑戦となるチェコのACスパルタ・プラハに移籍したが、出場機会は無くレンタルを経てスロバキアの1.FCタトラン・プレショフに放出された。
2011年、古巣のNKチェリク・ゼニツァに移籍し母国復帰。
ゼニツァ退団後、フリーでクロアチアのハイドゥク・スプリトに加入、3年契約を結んだ。2015年6月、双方合意の上で契約を解除した。
2015年7月18日、スュペル・リグに昇格したオスマンルスポルFKに加入。
2018年、アクヒサル・ベレディイェスポルに移籍した。

### 代表
ユース年代からボスニア・ヘルツェゴビナ代表に選ばれている。
2012年、スロバキアとの親善試合でフル代表デビュー。2014 FIFAワールドカップではワールドカップデビュー戦となったイラン戦で代表初ゴールを挙げた。

## 代表歴

### 出場大会
- ボスニア・ヘルツェゴビナ代表
  - 2014 FIFAワールドカップ

### 試合数
- 国際Aマッチ 17試合 2得点（2012年-2017年）[7]

| ボスニア・ヘルツェゴビナ代表 | 国際Aマッチ | 国際Aマッチ |
| 年                           | 出場        | 得点        |
| ---------------------------- | ----------- | ----------- |
| 2012                         | 4           | 0           |
| 2013                         | 7           | 0           |
| 2014                         | 4           | 1           |
| 2015                         | 1           | 0           |
| 2016                         | 0           | 0           |
| 2017                         | 1           | 1           |
| 通算                         | 17          | 2           |

### 得点
| No. | 開催日        | 開催地         | 対戦国       | スコア | 結果 | 試合概要                    |
| --- | ------------- | -------------- | ------------ | ------ | ---- | --------------------------- |
| 1.  | 2014年6月25日 | サルヴァドール | イラン       | 3–1    | 3–1  | 2014 FIFAワールドカップ     |
| 2.  | 2017年3月25日 | ゼニツァ       | ジブラルタル | 3–0    | 5–0  | 2018 FIFAワールドカップ予選 |

## タイトル
アクヒサル・ベレディイェスポル
- TFFスュペル・クパ：2018